# Crypto.com Overtake Award
Der Crypto.com Overtake Award beziehungsweise Overtake Award ist eine Auszeichnung der Formel 1, die in der Formel-1-Saison 2021 eingeführt wurde, um den Fahrer zu belohnen, der während der gesamten Saison die meisten Überholmanöver durchführt. Seit 2022 wird er für das beste Überholmanöver vergeben.

## Namensgebung
Es ist derzeit nach crypto.com benannt, einem der Hauptsponsoren der Formel 1.

## Anpassung
Für die Saison 2022 wurde die Auszeichnung modifiziert: Die Anzahl der Überholmanöver zählt nicht mehr, stattdessen stimmen die Fans über die sozialen Medien für das beste Überholmanöver jedes Grand Prix ab. Am Ende der Saison wird es eine Social-Media-Umfrage geben, um den Gesamtsieger zu ermitteln.

## Gewinner
| Saison | Sieger           | Bemerkung        |
| ------ | ---------------- | ---------------- |
| 2021   | Sebastian Vettel | 132 Überholungen |
| 2022   | Sebastian Vettel | GP der USA       |